# Dasanakoppa, Byadgi
Dasanakoppa là một làng thuộc tehsil Byadgi, huyện Haveri, bang Karnataka, Ấn Độ.